# Colobometra perspinosa
Colobometra perspinosa is een haarster uit de familie Colobometridae.
De wetenschappelijke naam van de soort werd in 1881 gepubliceerd door Philip Herbert Carpenter.